# Айнский флаг
Окончательный дизайн флага айнов был принят в 1973 году. Автор флага — Бикки Сунадзава.

## Символика флага
На флаге изображена красная стрела, несущаяся над белым снегом под голубым айнским небом. Это символизирует самосознание и культуру народа айнов, которые никогда не должны умереть.